# 馮景禧
馮景禧（1922年—1985年8月25日）原籍廣東順德，出生於廣州市。馮景禧是香港地產商、證券商及銀行家。

## 生平
馮景禧1938年從廣州南下到香港，以半工讀上學。 在1941年當過金银首饰店学徒工、商行的管事、财务等，其後經營小生意，成立「新禧公司」，包括買賣大米、經營酒楼、水路運輸農產品。
1958年，馮景禧與郭得勝和李兆基等八人合資設立「永業公司」，發展香港地產建築。1963年，三人再合作成立「新鴻基企業有限公司」，即是「新鴻基地產公司」的前身。1965年，香港有华资银行挤提风潮，文化大革命年代，出現香港移民潮。但是，馮景禧對香港有信心，買入大量土地，和郭得勝、李兆基一起，在三年內建成逾20座大厦，其時經濟好轉，新鴻基獲巨利，馮景禧等三人成為「商界奇人」，又稱「三劍俠」。
1967年馮氏一家舉家移民加拿大温哥華，但馮很快就與其妻子回流香港繼續其事業，留下了孩子們在温哥華完成其獨立的中學和大學的生涯。馮氏一家皆擁有加拿大國籍至今。
1969年，馮景禧創辦新鴻基證券及新鴻基財務公司。
1978年成立新鴻基（中國）有限公司，並於1982年獲得香港政府發出香港銀行牌照，易名「新鴻基銀行」，擔任主席。1985年8月病逝，終年63歲。新鴻基銀行其後於1986年時被收購，現為富邦銀行 (香港)。
馮景禧的長子馮永發是加拿大新時代集團（Fairchild Group）創辦人、主席和行政總裁並擁有新時代傳媒集團等業務，次子馮永祥曾為禹銘投資有限公司主席，至2008年5月退任。

## 相關
- 香港銀行公會
- 香港銀行擠提事件列表

## 外部連線
- 馮景禧生平故事 （页面存档备份，存于）